# 1999-es magyar tekebajnokság
Az 1999-es magyar tekebajnokság a hatvanegyedik magyar bajnokság volt. A bajnokságot május 8. és 9. között rendezték meg Budapesten, a BKV Előre pályáján.

## Eredmények
| Versenyszám            | Arany                                                                 | Arany | Ezüst                                             | Ezüst | Bronz                                           | Bronz |
| ---------------------- | --------------------------------------------------------------------- | ----- | ------------------------------------------------- | ----- | ----------------------------------------------- | ----- |
| Férfi napi egyéni      | Fehér László Szegedi TE                                               | 951   | Mészáros József BKV Előre                         | 950   | Molnár Csaba Bélapátfalvi Építők                | 933   |
| Férfi páros            | Mészáros József, Pete László BKV Előre                                | 1858  | Pintér György, Szabó Sándor Ferencvárosi TC       | 1848  | Molnár Csaba, Vincze Zoltán Bélapátfalvi Építők | 1822  |
| Férfi összetett egyéni | Mészáros József BKV Előre                                             | 1897  | Fehér László Szegedi TE                           | 1879  | Bíró Béla BKV Előre                             | 1842  |
| Női napi egyéni        | Miklós Nóra Zalaegerszegi TE-ZÁÉV                                     | 451   | Juhász Gabriella Ferencvárosi TC                  | 451   | Herczegné Vajda Gabriella Köfém SC              | 447   |
| Női páros              | Herczegné Vajda Gabriella, Juhász Gabriella Köfém SC, Ferencvárosi TC | 861   | Miklós Nóra, Simonffy Tímea Zalaegerszegi TE-ZÁÉV | 846   | Mracskó Annamária, Török Marianna Szegedi ESK   | 841   |
| Női összetett egyéni   | Miklós Nóra Zalaegerszegi TE-ZÁÉV                                     | 898   | Juhász Gabriella Ferencvárosi TC                  | 885   | Herczegné Vajda Gabriella Köfém SC              | 874   |